# Direito do Mercado Comum do Sul
Direito do Mercado Comum do Sul (Mercosul) é a estrutura jurídica mediante a qual funciona o Mercosul, uma organização intergovernamental de integração regional fundada a partir do Tratado de Assunção em 26 de março de 1991 e que, portanto, conta com personalidade jurídica própria. Combina, no sentido amplo do direito, os clássicos tratados, protocolos e declarações do direito internacional, com normas jurídicas próprias obrigatórias emanadas de seus órgãos decisórios, recomendações não obrigatórias emitidas pelos órgãos em geral e acordos de concertação social regional. No sentido estrito, inclui apenas aquelas normas de aplicação direta ou obrigatória para os Estados-parte, emitidas pelos órgãos decisórios.
O Supremo Tribunal Federal, do Brasil, em sua página oficial, disponibiliza o MercoJur, informes jurídicos sobre decisões e notícias das Cortes Supremas e Constitucionais dos Estados-Partes do Mercosul e Associados.

## Classificação e divisão

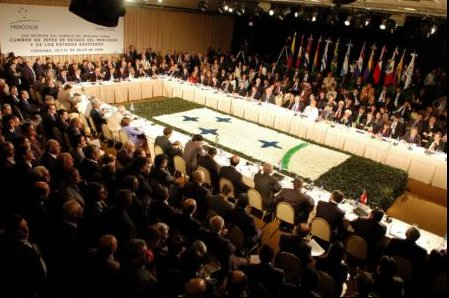
Cúpula do Mercosul, em 2006.

Na medida em que o Mercosul é associado à integração dos sistemas jurídicos dos Estados-parte, há especialistas que classificam o direito do Mercosul como "Direito de Integração", um ramo geral que também incorpora o direito comunitário como o da União Europeia (UE), que nessa caso é definido como "direito de Integração a nível de comunidade".
Noutra linha, as normativas oriundas dos órgãos decisórios do Mercosul são de aplicação obrigatória e, mesmo com diferenças quanto ao sistema de internalização de normas que cada Estado possui, isso gerou um problema específico sobre o modo de "internalizar" as normativas do Mercosul aos ordenamentos jurídicos nacionais e o nível de hierarquia que ocupam na pirâmide jurídica. Ao precisar em todos os casos de um ato jurídico dos países para incorporar as decisões do Mercosul, outro conjunto de especialistas discutem se estas normas constituem realmente um direito próprio do Mercosul ou se se trata de normas de direito internacional que precisam ser ratificadas.
A prática dos países com procedimentos para uma rápida incorporação das normas mercosulinas como direito interno/nacional, inexistindo caso de aplicação direta da mesma, leva especialistas a sustentar que o direito mercosulino não tem condição de direito supranacional ou comunitário (como é o caso da UE), mas sim é regido pelo funcionamento clássico do direito internacional, com a adoção das normativas do Mercosul ao direito nacional.
Para além do âmbito externo classificatório, o direito do Mercosul é dividido em direito originário e derivado. O primeiro é decorrente das normas fundacionais (tratado constitutivo e emendas). Nesse estão incluídos o Tratado de Assunção, de 1991, o Protocolo de Brasília sobre Solução de Controvérsias, de 1991, e Protocolo de Ouro Preto, de 1994. Além dessas, existem também protocolos e instrumentos adicionais ou complementares versando sobre aspectos fundamentais para a integração. O segundo são as normativas oriundas dos órgãos decisórios, que, uma vez aprovadas e ratificadas nas ordens jurídicas internas, incorporam-se a estas revogando qualquer disposição em contrário. É importante observar que todas elas são obrigatórias para os Estados-membros. A elaboração do direito derivado do Mercosul é feita pelo Conselho do Mercado Comum (CMC) com suas decisões, pelo Grupo Mercado Comum (GMC) com suas resoluções e pela Comissão de Comércio do Mercosul (CCM) com suas diretrizes. Essas normas são obrigatórias para os Estados, todavia, tais órgãos não têm poderes supranacionais.

## Internalização
O Protocolo de Ouro Preto, no art. 42, estabeleceu que as normas emanadas dos três órgãos decisórios do Mercosul terão caráter obrigatório e deverão, quando necessário, ser incorporadas aos ordenamentos jurídicos nacionais mediante os procedimentos previstos pela legislação de cada país. Isso significa que as normas emanadas dos órgãos decisórios do Mercosul que tiverem envergadura de lei, ou seja, que interferirem na ordem pública interna dos Estados-membros, deverão passar pelos parlamentos nacionais, obedecendo aos princípios constitucionais internos de incorporação dos atos internacionais. Aquelas que não tiverem essa característica, em outras palavras, que forem meramente executivas, administrativas, são desde logo obrigatórias, incorporando-se, imediatamente, através de portarias de ministérios ou de órgãos técnicos competentes, como, por exemplo, no caso do Brasil, o Instituto Nacional de Metrologia, Qualidade e Tecnologia (Inmetro).
É importante ressaltar que muitas dessas normas não foram e não precisam ser incorporadas no Brasil porque foram feitas considerando regras já existentes e em vigor no Brasil. Logo, a sua incorporação é desnecessária. Vale sempre recordar que, no processo de harmonização, ou aproximação legislativa no Mercosul, toma-se como referencial o país cuja legislação esteja de acordo (ou mais consentânea) com os princípios internacionais. Em caso de inexistência, recorre-se diretamente aos princípios internacionais, isto é, às convenções internacionais existentes.
Assim, os países partes do Mercosul possuem diferentes mecanismos constitucionais para "internalizar" as normas estabelecidas pelo bloco e atribuem diferentes graus de supremacia em seu direito interno. Na Argentina e Paraguai, que têm adotado o sistema conhecido como "monista", os tratados e protocolos ratificados têm valor superior às leis nacionais e, portanto, não podem ser derrogados nem supridos por estas. No Brasil e Uruguai, que têm adotado o sistema conhecido como "dualista", os tratados e protocolos têm o mesmo valor que as leis nacionais e, portanto, estas predominam sobre aqueles se são de data posterior. Por outro lado, as constituições dos países partes não têm definido com clareza o status jurídico das normas obrigatórias ditadas pelos organismos decisórios do Mercosul, nem suas condições de validez interna em cada estado.
O STF no Brasil se manifestou sobre a questão da aplicação das normas de integração em uma carta rogatória, cujo cumprimento dependia do Protocolo de Medidas Cautelares do Mercosul. Em seu voto, o ministro Celso de Mello referiu-se à recepção dos acordos celebrados pelo Brasil com o Mercosul, equiparando-os aos demais tratados ou convenções internacionais em geral. Embora reconheça ser desejável uma incorporação diferenciada para os atos provenientes do Mercosul, entendeu o ministro que o tema dependeria de reforma do texto da Constituição, acreditando que o sistema constitucional brasileiro atual não consagra o princípio do efeito direto nem o postulado da aplicabilidade imediata dos tratados ou convenções internacionais, razão pela qual não podem essas normas ser invocadas pelos particulares ou aplicadas no âmbito doméstico do Estado brasileiro enquanto não forem completadas as etapas necessárias à sua entrada em vigor. Na prática, cada país tem elaborado procedimentos que permitam uma rápida incorporação das normas do Mercosul como direito interno, mas em nenhum caso há uma aplicação direta. Isto tem levado a vários especialistas a sustentar que o direito do Mercosul não tem uma condição de direito comunitário.

## Solução de controvérsias
O mecanismo de solução de controvérsias do Mercosul passou por quatro fases distintas até chegar a configuração atual: a) o anexo III do Tratado de Assunção; b) o Protocolo de Brasília; c) o Protocolo de Ouro Preto; e d) o Protocolo de Olivos.

### Anexo III do Tratado de Assunção
A principal característica do sistema de solução de controvérsias do Mercosul é o fato de ele não ser institucional, mas ad hoc.
Esta primeira fase de funcionamento do órgão, regulado pelo Tratado de Assunção, iniciou-se em 1994 e possuía prazo de vigência durante a transição do Mercosul.
Nesta fase o mecanismo de solução de controvérsias possuía o seguinte funcionamento:
- Qualquer controvérsia que surgir entre Estados-membros será resolvida através de negociações diretas;
- Caso as partes não encontrassem solução, a controvérsia seria encaminhada ao Grupo Mercado Comum (GMC), para apresentar uma solução em 60 dias;
- Se o GMC não encontrar solução, o Conselho do Mercado Comum (CMC) se manifestará sobre a disputa.

### Protocolo de Brasília
A segunda fase, que teria uma função transitória, acabou virando definitiva e sofreu algumas alterações posteriormente.
O Protocolo de Brasília define os seguintes casos a serem de competência de análise do órgão de solução de controvérsias:
- As controvérsias que surgirem entre os Estados Partes sobre a interpretação, a aplicação ou o não cumprimento das disposições contidas no Tratado de Assunção;
- Os acordos celebrados no âmbito do Tratado de Assunção;
- As decisões do Conselho do Mercado Comum; e
- As resoluções do Grupo Mercado Comum.

Apesar do mecanismo ser criado para solucionar as controvérsias dos Estados membros do bloco, é permitido que particulares iniciem o procedimento.
No Protocolo foram previstas três fases de procedimentos para solucionar as controvérsias: negociações diretas, a intervenção do Grupo Mercado Comum e o Procedimento Arbitral.
A negociação direta objetiva resolver os conflitos de forma mais eficiente. Caso não surja nenhuma solução, qualquer das partes poderá encaminhar ao Grupo Mercado Comum, que devera atuar como mediador entre as partes e apresentar propostas ou recomendações para que se encerre o litígio em um prazo não superior a 30 dias. Caso não se encerre o litigo, passa-se para a terceira e última fase: a arbitragem.
O procedimento arbitral tem caráter jurídico e surge quando se instaura o Tribunal Ad hoc. Este será composto de três árbitros que decidirão com base nas fontes normativas internacionais elencadas no protocolo de Brasília.
Cada Estado é obrigado a indicar dez árbitros para integrar uma lista registrada na Secretaria Administrativa do Mercosul. Desses, cada Estado parte na controvérsia indicará um árbitro para compor o tribunal. O terceiro árbitro, que presidirá o tribunal, será designado em comum acordo pelas partes e não poderá ser nacional de nenhuma dos Estados envolvidos no litígio.
No fim, o tribunal deve dar a decisão do caso por escrito em um prazo de sessenta dias (prorrogáveis por mais trinta) que inicia a sua contagem quando o Presidente do Tribunal for designado.
O laudo arbitral será adotado por maioria, em um procedimento confidencial, mas fundamentado. Este laudo é inapelável e cria obrigação para os Estados partes da litigância, devendo ser cumpridos em um prazo de quinze dias desde que o tribunal não estipule outro. Todavia, apesar do laudo criar uma força obrigatória, tal não deve ser confundida com uma força executória, como bem destaca Hildebrando Accioly e Nascimento e Silva: essa força obrigatória não deve ser confundida com a força executória, que, na verdade, não existe, devido à ausência de uma autoridade internacional à qual incumba assegurar a execução das decisões arbitrais.
Pelo fato de não existir esta força executória, é permitido que os Estados assumam medidas compensatórias temporárias visando ao cumprimento do laudo. A parte derrotada só resta solicitar em um prazo de quinze dias algum esclarecimento sobre o laudo, ou com este deverá ser cumprido.

### Protocolo de Ouro Preto
O Protocolo de Ouro Preto, criou um procedimento geral para propor reclamações na Comissão de Comércio do Mercosul, naquelas matérias que forem de competência deste órgão. O Estado Parte poderá reclamar perante a presidência da Comissão e caso ela não adote uma decisão na reunião, esta remeterá os antecedentes a um Comitê Técnico.
O Comitê Técnico fará um parecer sobre a litigância e encaminha-lo-á para a Comissão de Comércio, para que este decida a controvérsia. Se não for possível estabelecer uma solução a Comissão deve encaminhar as propostas, o parecer e as conclusões ao Grupo Mercado Comum. Se não houver consenso novamente com a decisão tomada, cabe às partes acionar o mecanismo arbitral previsto no Protocolo de Brasília.

### Protocolo de Olivos
Este Protocolo que começou a vigorar em 2004, atualmente regula o mecanismo de Solução de Controvérsias do Mercosul. Primeiramente deve-se assinalar quais foram as características mantidas do sistema original e podem ser expostas de forma sintética por Welber Barral:
a) a resolução das controvérsias continuará a se operar por negociação e arbitragem, inexistindo uma instância judicial supranacional; b) os particulares continuarão dependendo dos governos nacionais para apresentarem suas demandas; c) o sistema continua sendo provisório, e deverá ser novamente modificado quando ocorrer o processo de convergência da tarifa externa comum.
Este mesmo autor expõe segundo o Protocolo as fases estabelecidas por este para a solução de controvérsias:
a) negociações diretas entre os Estados Partes; b) intervenção do Grupo Mercado Comum, não obrigatória e dependente da solicitação de um Estado Parte; c) arbitragem ad hoc, por três árbitros; d) recurso, não obrigatório, perante um Tribunal Permanente de Revisão; e) recurso de esclarecimento, visando a elucidar eventual ponto obscuro do laudo; f) cumprimento do laudo pelo Estado obrigado; g) revisão do cumprimento, a pedido do Estado beneficiado; h) adoção de medidas compensatórias pelo Estado beneficiado, em caso de não cumprimento do laudo; i) recurso, pelo Estado obrigado, das medidas compensatórias aplicadas.
Apesar do Tribunal Ad hoc, continuar formado por três membros, o procedimento de escolha dos árbitros foi alterado. Dois membros continuam sendo nacionais dos Estados envolvidos no conflitos, mas passam a ser escolhidos em uma lista de 48 nomes em que apenas 12 são indicados pelo Estado parte. O terceiro membro do tribunal é escolhido em uma lista em que cada Estado indica quatro candidatos de outro Estado, sendo que pelo menos um deles deve ser oriundo de países não pertencentes ao Mercosul.
Mas a principal inovação foi a criação do Tribunal Arbitral Permanente de Revisão do Mercosul. O tribunal é composto por cinco árbitros, incluindo um que seja nacional de cada Estado parte. As demandas deste tribunal são limitadas as questões de direito julgadas pelo Tribunal ad hoc e serão julgadas por três árbitros quando a demanda envolver dois Estados; ou cinco quando houver mais de dois Estados envolvidos na demanda.
O Protocolo de Olivos faculta as partes escolher o foro que ocorrerá a solução de controvérsias até antes do início do procedimento, evitando decisões de outras organizações internacionais divergentes sobre o mesmo assunto.
A última novidade que se aponta é que o Conselho do Mercado Comum passa a possuir a faculdade de criar mecanismos discricionários para solucionar disputas envolvendo aspectos técnicos regulados por instrumentos de políticas comerciais comuns.
Por fim, pode-se resumir o funcionamento atual do órgão de solução de controvérsias do Mercosul:
1. Controvérsias entre Estados Partes: o Estado ou o particular pode apresentar a reclamação. Para isso, há duas possibilidades:
a) A na controvérsia podem estabelecer o litígio junto ao TAHM, ou
b) Por comum acordo, podem iniciar o procedimento diretamente ao TPR.
2. Recurso de Revisão: na hipótese de iniciar o litígio no TAHM, o laudo pode ser recorrido pelas partes ao TPR.
3. Medidas Excepcionais e de Urgência: antes do início de uma controvérsia, pode se solicitar ao TPR que dite uma medida provisória, para evitar danos irreparáveis para uma das partes.
4. Opiniões Consultivas: podem ser solicitadas ao TPR, opiniões consultivas não são vinculantes:
a) pelas partes de forma conjunta, ou pelos órgãos decisórios do Mercosul;
b) pelos Tribunais Superiores de Justiça dos Estados Partes, quando se tratar sobre a interpretação do Direito do Mercosul.
5. Os laudos do TAHM, ou do TPR serão obrigatórios para os Estados Partes na controvérsia e quando ficarem firmes serão irreversíveis e formarão coisa julgada.

### Casos
| Laudo                                                                                     | Caso | Partes | Regras aplicadas | Decisão | Cumprimento do laudo |
| ----------------------------------------------------------------------------------------- | --- | --- | --- | --- | --- |
| I de 28 de abril de 1999 do Tribunal Arbitral Ad Hoc                                      | Aplicação pelo Brasil de medidas restritivas de acesso ao mercado | Argentina X Brasil | Programa de liberação comercial: - Tratado de Assunção - Protocolo de Ouro Preto - Decisões do CMC Nºs 3/94 e 17/97 - Comunicado dos Presidentes na reunião de Colônia do Sacramento                                                                                       | A reclamação foi acolhida parcialmente | Brasil modificou as regulamentações conforme as exigências da decisão, para as importações provenientes do Mercosul |
| II de 27 de setembro de 1999 do Tribunal Arbitral Ad Hoc                                  | Subsídios do Brasil à produção e exportação de carne de porco | Argentina X Brasil | Subsídios: - Acordo sobre Subsídios e Medidas Compensatórias (OMC) - Decisão do CMC N° 10/94 sobre a Harmonização para a Aplicação e Utilização de Incentivos às Exportações pelos Países do Mercosul                                                                      | Não se considerou subsídio os mecanismos questionados | Decisão não ensejou a necessidade de modificações na legislação brasileira |
| III de 10 de março de 2000 do Tribunal Arbitral Ad Hoc                                    | Medida de salvaguarda aplicada pela Argentina aos têxteis provenientes do Brasil | Brasil X Argentina | - Anexo IV do Tratado de Assunção: Artigos 1 e 5 (proibição geral sobre a aplicação de salvaguardas ao comércio intra-zona) | Considerou-se que a medida de salvaguarda da Argentina não é compatível com o Anexo IV do Tratado de Assunção, nem com a normativa Mercosul em vigor | Argentina revogou a medida de salvaguarda mediante a publicação da Resolução ME 265/00 de 13 de abril de 2000 |
| IV de 21 de maio de 2001 do Tribunal Arbitral Ad Hoc                                      | Medidas antidumping aplicadas pela Argentina para frangos congelados do Brasil | Brasil X Argentina | - Anexo I do Tratado de Assunção - Regime de Adequação Final à União Aduaneira - jurisprudência do Tribunal Arbitral Ad Hoc - Normativa do GATT-OMC em matéria de áreas de livre comércio e uniões aduaneiras - Práticas das zonas aduaneiras e de livre comércio          | Não constitui descumprimento da regra de livre circulação de bens no Mercosul | Decisão não ensejou necessidade de modificação na legislação argentina |
| V de 29 de setembro de 2001 do Tribunal Arbitral Ad Hoc                                   | Restrições ao acesso ao mercado argentino de bicicletas de origem uruguaia | Uruguai X Argentina | - Aplicabilidade das normas e fins do Tratado de Assunção deve ser realizada a partir de uma ótica integradora com as normas e princípios que regulam o direito internacional (Protocolo de Brasília)                                                                      | A resolução Argentina que aplica tratamento de extrazona às bicicletas uruguaias infringe a normativa do Mercosul. Argentina deve permitir o livre acesso de bicicletas exportadas que tenham certificado de origem do Mercosul                                                                                         | Argentina cumpriu o laudo mediante a publicação da Instrução Geral AFIP 96/01 de 16 de novembro de 2001 |
| VI de 9 de janeiro de 2002 do Tribunal Arbitral Ad Hoc                                    | Proibição de importação de pneumáticos remodelados procedentes do Uruguai | Uruguai X Brasil | - Tratado de Assunção: Artigo 1 - Anexo 1 do Tratado de Assunção: Artigo 2, b) - Decisão CMC Nº 22/00 | Considerou a Portaria, que proibia a importação, incompatível com a normativa do Mercosul Obrigação do Brasil de adaptar sua legislação | O Brasil revogou a proibição de importação de pneus “remodelados”, originários dos Estados Partes do Mercosul, mediante a Portaria Secexnº 2/02 |
| VII de 19 de abril de 2002 do Tribunal Arbitral Ad Hoc                                    | Obstáculos ao ingresso de produtos fitossanitários argentinos no mercado brasileiro | Argentina X Brasil | - Protocolo de Ouro Preto: Artigos 38 e 40 (intenalização de normas oriundas do GMC) - Jurisprudência dos Tribunais Arbitrais Ad Hoc | Brasil descumpriu obrigações de incorporar Resoluções do GMC ao seu ordenamento jurídico interno | Brasil incorporou as Resoluções devidas no Decreto nº 4.074 de 8 de janeiro de 2002, e pela Instrução Normativa Interministerial nº 49 de 20 de agosto de 2002 |
| VIII de 21 de maio de 2002 do Tribunal Arbitral Ad Hoc                                    | Aplicação do imposto específico interno (IMESI) à comercialização de cigarros procedentes do Paraguai                                                                                        | Paraguai X Uruguai | - Tratado de Assunção: Artigos 1 e 7 - Decisões CMC N° 22/00 e 57/00 Exceções a livre circulação: - Tratado de Montevidéu: Artigo 50 - GATT/1994: Artigos XX e XXI | Decidiu que o Uruguai deve cessar os efeitos discriminatórios em relação aos cigarros paraguaios | Comunicado do Uruguai, em dezembro de 2002, alegando que irá cumprir o que lhe foi determinado |
| IX de 4 de abril de 2003 do Tribunal Arbitral Ad Hoc                                      | Estímulo dado pelo Uruguai à industrialização de lã | Argentina X Uruguai | - Decisões CMC 10/94(Art.12), 31/00 (Art.1) e 16/01 (Art.3) - Tratado de Assunção: Artigo 1 | A regulamentação do Uruguai infringia as obrigações assumidas no âmbito do Mercosul Uruguai deve eliminar a bonificação estabelecida para as exportações de produtos industrializados de lãs destinadas aos Estados Partes do Mercosul                                                                                  | |
| X de 5 de agosto de 2005 do Tribunal Arbitral Ad Hoc                                      | Controvérsia sobre medidas discriminatórias e restritivas ao comércio de tabaco e produtos derivados do tabaco pelo Brasil                                                                   | Uruguai X Brasil | Objeto da controvérsia: - Regulamento do Protocolo de Brasília: Artigo 28 | O Tribunal declarou encerrada a controvérsia sem apreciar a questão de fundo, já que o Brasil satisfez as reclamações do Uruguai | Brasil revogou os decretos em discussão |
| XI de 25 de outubro de 2005 do Tribunal Arbitral Ad Hoc (no marco do Protocolo de Olivos) | Proibição de importação de pneumáticos remodelados procedentes do Uruguai | Argentina X Uruguai | - Acordo Geral sobre Tarifas e Comércio (GATT): Artigo XX,b - Tratado de Assunção - Acordo Marco sobre o Meio Ambiente do Mercosul: Decisão CMC nº 2/01 - Declaração do RJ sobre o Meio Ambiente e Desenvolvimento de 1992 - Princípio do livre comércio (Decisões do CMC) | A liberdade de comércio não pode ser considerada princípio absoluto e inderrogável do Mercosul A defesa do meio ambiente, desde que fundada em justas razões, pode ser usada como exceção às normas gerais da integração regional A lei Argentina é compatível com a normativa do Mercosul Revogado pelo Laudo do TPR   | Uruguai recorreu da decisão ao TPR do Mercosul |
| XII de 21/06/2006 do Tribunal Arbitral Ad Hoc(no marco do Protocolo de Olivos)            | Impedimentos a Livre Circulação derivado do bloqueio no território argentino de vias de acesso as Pontes Internacionais Gral. San Martín e Gral. Artigas (bloqueio produzido pela população) | Uruguai X Argentina | - Tratado de Assunção: Artigo 1 - Anexo I do Tratado de Assunção: Artigo 2,b - Garantias constitucionais da Argentina: Direitos Humanos | A ausência de medidas para cessar o bloqueio de acesso ao território argentino não é compatível com a livre circulação de bens e serviços entre os territórios dos países partes do Mercosul O Tribunal Ad Hocnão pode adotar ou promover determinações sobre condutas futuras da Parte Reclamada                       | Argentina recorreu da decisão ao TPR do Mercosul |
| Nº 1/2005 de 20 de dezembro de 2005 do TPR                                                | Recurso de Revisão Proibição de Importação de Pneumáticos Remodelados Procedentes do Uruguai                                                                                                 | Uruguai X Laudo Arbitral XI do Tribunal Arbitral Ad Hoc de 25 de outubro de 2005                                            | - Tratado de Assunção - Anexo 1 do Tratado de Assunção: Artigo 2,b - Tratado de Montevidéu: Artigo 50 (Erro jurídico na do laudo arbitral não detalhar jurisprudencialmente os critérios de rigor para a invocação de exceções ao princípio de livre comércio)             | Revoga o laudo arbitral em revisão Lei Argentina é incompatível com a normativa Mercosul, com base em uma correta interpretação e aplicação jurídica das exceções previstas no Art. 50 do Tratado de Montevidéu Argentina deverá derrogá-la ou modificá-la                                                              | Argentina não cumpriu o laudo do TPR no prazo estipulado Uruguai aplicou medidas compensatórias, que foram questionadas pela Argentina no laudo Nº 1/2007 de 8 de junho de 2007 do TPR |
| Nº 2/2006 de 6 de julho de 2006 do TPR                                                    | Recurso de Revisão Impedimentos a livre circulação por bloqueio no território argentino de vias de acesso as Pontes Internacionais Gral. San Martín e Gral. Artigas                          | Argentina X Laudo Arbitral XII do Tribunal Arbitral Ad Hoc de 21 de junho de 2006 (providências e decisões interlocutórias) | Admissibilidade do recurso de revisão: - Protocolo de Olivos: Artigo 17 | Determina que não é admissível, sob nenhum ponto de vista, a questão suscitada pela parte argentina no recurso de revisão. Não prejudica o direito da Argentina de voltar a alegar os mesmos fatos e as mesmas pretensões jurídicas em um eventual recurso de revisão contra um laudo arbitral final do Tribunal Ad Hoc | A disputa foi batizada de “guerra de papel” ou “guerra das papeleiras” O caso passou a ser analisado, por apelo argentino, no Tribunal Internacional de Haia, na Holanda, mas ainda não existe um parecer final Também está sendo intermediada, sem muitos avanços, pelo rei da Espanha, Juan Carlos |
| Nº 1/2007 de 8 de junho de 2007 do TPR                                                    | Solicitação de pronunciamento sobre excesso na aplicação de medidas compensatórias Não cumprimento do laudo XI de 25 de outubro de 2005 do Tribunal Arbitral Ad Hoc                          | Argentina X Uruguai | Medidas compensatórias (juízo de proporcionalidade): - Protocolo de Olivos: Artigos 31 e 32, II, “i” | Determinou que a medida compensatória aplicada pelo Uruguai é proporcional e não é excessiva em relação às conseqüências derivadas do não cumprimento do laudo Nº 1/2005 do TPR em 20 de dezembro de 2005 | A Argentina procedeu a uma reforma legislativa interna em decorrência do que foi decido pelo laudo Nº 1/2005 de 20 de dezembro de 2005 do TPR, que foi objeto de divergências no laudo Nº 1/2008 de 25 de abril de 2008 do TPR                                                                       |
| Nº 1/2008 de 25 de abril de 2008 do TPR                                                   | Divergências sobre o cumprimento do laudo Nº 1/2005 do TPR | Argentina X Uruguai | - Laudo N° 1/2005 do TPR - Protocolo de Olivos: Artigo 30 | Determinou que a nova lei argentina não supõe o cumprimento do Laudo 1/2005 Argentina terá de revogá-la ou modificá-la com o alcance exposto no Laudo 1/2005 | |